# Arado Ar E.561
De Arado Ar E.561 is een project uit 1937/1938 voor een “Zerstörer” dat werd ontwikkeld door de Duitse vliegtuigontwerper Arado.
De specificatie vroeg om een snelheid van tussen de 550 to 600 km/uur op een hoogte van 6.000 m. Het ontwerp leek te zijn voorzien van twee motoren in de vleugels maar dit was echter niet het geval. De motoren bevonden zich in de vleugelwortels en waren via een assensysteem met de propellers verbonden. Deze waren van vier bladen en een verstelbare spoed voorzien. Er was in een systeem voorzien dat als een van de motoren zou uitvallen de andere motor het over zou nemen.
Deze manier van inbouwen van de motoren zorgde ervoor dat er een aerodynamische vorm voor het gehele toestel kon worden bereikt. Men had geen rekening te houden met de grote motorgondels en alle bijbehorende onderdelen. De gondels waren nu alleen maar nodig voor het aanbrengen van de aandrijving voor de propellers en waren ook voorzien van de ronde radiatoren voor de koeling van de motoren.
De vleugels waren tegen de onderkant van de rompzijkant geplaatst en er was een staartsectie met twee richtingsroeren voorzien. Het hoofdlandingsgestel werd achterwaarts opgetrokken. Het moest echter wel eerst over 90 graden worden gedraaid. Het staartwiel was ook intrekbaar.
De bemanning bestond uit vier man. De twee piloten zaten naast elkaar, een luchtschutter zat direct achter hen en bediende de bewapening in de rugopstelling en een luchtschutter bediende de bewapening in de buikopstelling. De bewapening bestond uit vier 20 mm MG151/20 kanonnen in de rompneus en twee 7,9 mm MG81 machinegeweren in de rug en buikopstelling.
Het ontwerp kwam niet verder dan de tekentafel. Waarschijnlijk vond men het assensysteem voor het aandrijven van de propellers en de manier van inbouwen van de motoren toch te ingewikkeld. Uit nader onderzoek door Arado was ook aan het licht gekomen dat de gekozen aandrijving niet geschikt zou zijn voor de sterke motoren.
Het Ar E.561 project werd, net als de Ar E.654, geannuleerd. Dit gebeurde door een gebrek aan materialen, de problemen met het aandrijfsysteem voor de propellers en uiteindelijk ook door een gebrek aan belangstelling van het RLM.